# 新座村
新座村（しんざむら）は、かつて新潟県中魚沼郡にあった村。

## 沿革
- 1889年（明治22年）4月1日 - 町村制施行に伴い中魚沼郡新座村が村制施行し、新座村が発足。
- 1901年（明治34年）11月1日 - 中魚沼郡中条村、大井田村と合併し、中条村を新設して消滅。